# Kadir Nurman
Compléments
Inventeur du döner kebab
Kadir Nurman (né en 1933 à Istanbul – mort le 24 octobre 2013) est un restaurateur germano-turc. Il est surtout connu pour avoir été crédité de l'invention du döner kebab, bien qu'il ne soit pas le seul « père » reconnu,,.
Récompensé par l'Association of Turkish Doner Manufacturers en 2011, Nurman a critiqué, dans une entrevue donnée au magazine Frankfurter Rundschau, que les kebabs d'aujourd'hui « possèdent trop d'ingrédients. ».
Nurman a émigré en Allemagne en 1960 à l'âge de 26 ans. En 1966, il déménage de Stuttgart à Berlin. En 1972, il ouvre un casse-croûte à la Berlin Zoologischer Garten railway station de Berlin Ouest,. Il y vend de la viande grillée et de la salade dans un pain pita ainsi que du veau en tranche avec des oignons. Nurman n'a jamais breveté son « invention ». Plus tard, il a affirmé qu'il était heureux que tant de Turcs puissent vivre de la vente de döners.